# République de Tchetchelevka
8 décembre 1905 – 22 décembre 1905
Entités précédentes :
- Empire russe

Entités suivantes :
- Empire russe

La République de Tchetchelevka (russe : Чечелёвская республика) a été une courte république autonome, faisant suite à un soulèvement ouvrier dans la ville d'Ekaterinoslav ((ru)Екатеринослав), aujourd'hui Dnipro, pendant la révolution russe de 1905. Elle a duré du 8 au 22 décembre 1905. Elle s'est étendu aux bourgs de Fabrika, Tchetchelevka et Chliakhova.

## Historique
À la fin du XVIIIe siècle, la Manufacture de draps, une grande entreprise d'Etat se transféra à Ekaterinoslav. Autour de l'entreprise se constituèrent des colonies libres (Sloboda) ouvrières, appelées (ru)Фабричная слободка (colonies de fabrique).
À la fin du XIXe siècle, avec le développement de l'industrie, de nouveaux quartiers ouvriers se développèrent dans ces faubourgs. En 1880, un bourg se créa autour de l'établissement des Usines de Briansk, rattaché aujourd'hui au groupe métallurgique Evra. Différentes sources indiquent que « l'appellation de Tchetchelevka serait due à l'installation d'un soldat retraité du nom de Tchetchelev ou Tchetchel, qui aurait construit la première bâtisse, mais il n'y en a pas de preuve documentée ». Une autre colonie libre, satellite de l'usine, Chliakhovka, se crée dans les mêmes années à proximité de Tchetchelevka.
À la fin du XIXe et au début du XXe siècle, les faubourgs ouvriers d'Ekaterinoslav sont des foyers révolutionnaires, et des manifestations du POSDR et des grèves ont lieu. Le 11 octobre 1905, des affrontements avec les troupes gouvernementales se produisent à Tchetchelevka. Plus de 5 000 personnes y participent, et ils font 22 victimes. Le 17 octobre un conseil ((ru) Совет) des députés ouvriers est élu. Les dirigeants du mouvement révolutionnaire étaient Andreï Boulyguine et Grigori Petrovski, qui sera un révolutionnaire ukrainien connu par la suite.
Le 8 décembre 1905 une grève commence, arrêtant toutes les usines du district. Le 9 décembre à midi toutes les institutions gouvernementales s'arrêtent à leur tour. Le conseil des députés ouvriers prend le pouvoir, et organise auprès de lui un comité de grève et de combat. Le district passé sous le contrôle du comité est constitué en République de Tchetchelevka. Le 22 décembre, les troupes gouvernementales attaquent les défenseurs des barricades, et le 28 décembre 1905 le soulèvement est complètement démis,.

## Postérité
- À Dnipro, l'ex-rue de la 2e fabrique porte maintenant le nom d'Andreï Boulyguine[4].
- En 1927, un monument fut érigé à sa mémoire, œuvre du sculpteur Grigori Vassilevitch[5].

## Crédits
- (ru) Cet article est partiellement ou en totalité issu de l’article de Wikipédia en russe intitulé « Чечелёвская республика » (voir la liste des auteurs).